# 彼女の時
彼女の時（かのじょのとき）は、1985年7月7日に発売された、かしぶち哲郎の2枚目のソロ・アルバムである。6曲入りミニ・アルバム。LPは1985年7月7日、CDは同年8月8日発売。

## 解説
前作『リラのホテル』から約2年後、ポニーキャニオンからミディへ移籍し、ミディのレーベル「Dear Heart」からリリースした、セカンド・ソロ・アルバム。
かしぶち曰く「女性をテーマにしたアルバム」とのことで、かしぶちと縁の深い女性ミュージシャン3人をゲストに迎えて制作された。前作は全面的に矢野顕子とのデュエット曲で構成されていたが、本作でもその路線を踏襲し、矢野顕子、大貫妙子、石川セリが参加した。
大貫妙子は前作『リラのホテル』および、前作のレコ初ライブとして渋谷公会堂で開催された「『リラのホテル』コンサート」にも参加している。また石川セリは、かしぶちが楽曲を提供しアルバムプロデュースも手掛けるなど結びつきが強い女性歌手である。
- 「眩暈」は、かしぶちのソロボーカル。曲名の読みは「めまい」。
- 「柔らかなポーズ」では、矢野、大貫、石川の3人が美しいハーモニーを聴かせるが、アーティストとして独自の世界を確立した3人が一緒に歌って録音するのは困難で、結局は1人ずつバラバラに録音して多重録音によりコーラスにまとめた[1]。
- 「DIALOGUE」は、その名のとおり男女の会話形式の曲で、『リラのホテル』路線の矢野顕子とのデュエット。
- EP盤でシングルカットされた「彩 夏 夢 (いろ なつ ゆめ) 」は、石川セリへの提供曲[3]のセルフカバーで[1]、そのため女性の一人称形式の歌詞となっている。かしぶちのソロボーカル。
  - 石川セリバージョンは、曲名が「いろ、なつ、ゆめ (彩・夏・夢) 」。'85資生堂サマーキャンペーン・イメージソングとしてタイアップ、1985年4月1日にEPシングルがリリースされている。
- 「緑の果て」は、大貫妙子とのデュエット。
- 「S・EX (SENSUOUS EXPERIENCE) 」は、ムーンライダーズのアルバム『AMATEUR ACADEMY』収録曲のソロバージョンで、石川セリとのデュエット[1]。

なお、かしぶちは当時のインタビューで「今後ソロは1年1枚のペースで展開する」と述べていたが、次作のソロ・アルバム『fin 〜めぐり逢い〜』は1993年5月26日のリリースとなり、7年も後になってしまった。

## シングルカット
- 『彩 夏 夢 (いろ なつ ゆめ) / S・EX  (SENSUOUS EXPERIENCE) 』1985年7月7日[4]
  - 本アルバムからシングルカット。EP盤（規格品番：MIS-5）[4]。
  - B面曲「S・EX (SENSUOUS EXPERIENCE) 」は、シングルバージョンはアルバムと異なり、デュエットではなくかしぶちのソロボーカルで、この曲のシングルバージョンはCD化されていない[1]。

## 収録曲
作詞・作曲・編曲は、全曲かしぶちが手掛けている。
アナログレコードでは、1から3までがA面、4から6までがB面に収録されている。
1. 眩暈
2. 柔らかいポーズ
3. DIALOGUE
4. 彩 夏 夢 (いろ なつ ゆめ)
5. 緑の果て
6. S・EX (SENSUOUS EXPERIENCE)

## 発売記録
| 形態 | 発売日        | 規格品番  | レーベル   | 備考                                                       |
| ---- | ------------- | --------- | ---------- | ---------------------------------------------------------- |
| LP   | 1985年7月7日  | MIL-2001  | Dear Heart | 初出                                                       |
| CD   | 1985年8月8日  | MID-2001  | Dear Heart | 初出                                                       |
| CD   | 1991年8月21日 | MDC5-1078 | ミディ     | CD再発                                                     |
| CD   | 2013年8月14日 | MDCL-5014 | ミディ     | SHM-CD再発 / 24ビットデジタルリマスタリング / 紙ジャケット |